# Otradnîi
Otradnîi (ru. Отрадный) este un oraș în Federația Rusă, în Regiunea Samara, pe malul stâng al râului Balșoi Kinel. La recensământul din 2010 avea o populație de 48.359 locuitori. 

## Istoric
Localitatea Otradnoe a fost fondată în anii '20 de câtre țăranii din satul Cernavki. În anul 1946 ia naștere localitatea Muhanovo ca și centru de exploatare al petrolului, care în 1947 primește statutul de localitate de tip urban și este redenumit Otradnîi. În 1956 primește statutul de oraș și prin extindere înglobează și satul Otradnoe. 

## Economie
Exploatare de petrol. Industria constructoare de mașini, chimică (linoleum), pielăriei (prelucrarea blănurilor) și alimentară.Stație de cale ferată pe ruta Samara - Ufa. 